# Katalogstraftat
Katalogstraftat, auch Katalogtat oder Anlasstat, nennt man eine Straftat, die von einer gesetzlichen Auflistung erfasst wird, insbesondere einer Vorschrift der Strafprozessordnung (z. B. § 100a Abs. 2 StPO). Im Strafprozessrecht berechtigt der Verdacht einer Katalogstraftat die Strafverfolgungsbehörden zu verdeckten strafrechtlichen Ermittlungsmaßnahmen auch ohne Wissen der Betroffenen.
Straftatenkataloge finden sich auch im Strafgesetzbuch (z. B. § 138 Abs. 1 StGB) und in den Polizeigesetzen. Soweit es um die Datenerhebung zur Gefahrenabwehr durch den verdeckten Einsatz technischer Mittel geht, setzen etwa § 49 Abs. 1 BKAG oder Art. 45 Abs. 1  PAG„eine Gefahr für Leib, Leben oder Freiheit einer Person“, für „bedeutende Rechtsgüter“ oder für solche Güter der Allgemeinheit voraus, „deren Bedrohung die Grundlagen oder den Bestand des Bundes oder eines Landes oder die Grundlagen der Existenz der Menschen berühren.“  § 17 PolG NRW nennt auch die Bekämpfung von Straftaten von „erheblicher Bedeutung.“ Gemäß § 33a BbGPolG darf die Polizei dagegen personenbezogene Daten heimlich nur dann erheben, wenn aufgrund tatsächlicher Anhaltspunkte, insbesondere aufgrund konkreter Informationen über Planungs- und Vorbereitungshandlungen, anzunehmen ist, dass eine der in § 33a Abs. 1 Nr. 2 a–g genannten schweren Straftaten organisiert begangen werden soll und die Maßnahme entsprechende Erkenntnisse zur Abwehr dieser Tat verspricht.

## Deutschland

### Gesetzliche Regelung
Praktisch bedeutsame Beispiele sind die Straftatenkataloge in § 100a Abs. 2, § 100f Abs. 1, § 100i Abs. 1 StPO zu Rechtfertigung einer Telekommunikationsüberwachung, der akustischen Überwachung außerhalb von Wohnungen und von technischen Ermittlungsmaßnahmen bei Mobilfunkendgeräten (sog. Stille SMS) sowie in § 100b Abs. 2, § 100c Abs. 1 Nr. 1 StPO für die Online-Durchsuchung und die akustische Wohnraumüberwachung.
Für die einzelnen Ermittlungsmaßnahmen wird jeweils eine schwere (§ 100a Abs. 1 Nr. 1 StPO) oder sogar besonders schwere Straftat (§ 100b Abs. 1 Nr. 1 StPO) vorausgesetzt.
In Anbetracht des nicht unerheblich in das Grundrecht des Art. 10 GG eingreifenden Charakters der Überwachung des Fernmeldeverkehrs und der Tatsache, dass eine Beeinträchtigung von Rechten Dritter durch Zufallsfunde nach der Art der Überwachungsmaßnahmen und bei dem heutigen Umfang allgemeiner Telefonbenutzung nicht ausgeschlossen werden kann, würde ihre generelle Zulassung bei Straftaten aller Art Bedenken begegnen. § 100a StPO lässt daher die Überwachung des Fernmeldeverkehrs nur bei den enumerativ aufgeführten Verbrechen und Vergehen zu.
Die Katalogtaten lassen sich in bestimmte Gruppen einordnen, insbesondere:
- Staatsschutzdelikte
- Schwerkriminalität
- Organisierte Kriminalität
- Waffendelikte
- Straftaten gegen die Volksgesundheit (Verstöße gegen das Betäubungsmittelgesetz)
- Straftaten nach dem Ausländer- und Asylverfahrensgesetz
- Straftaten nach dem Völkerstrafgesetzbuch.

Straftaten gegen die sexuelle Selbstbestimmung zählten lange Zeit nicht zu den Katalogstraftaten. Dies änderte sich erst nach einer Reihe von Kindesentführungen und einer öffentlichen Debatte über Sexualstraftäter. Bestimmte Delikte wurden etwa in den Straftatenkatalog bei der Online-Durchsuchung aufgenommen, weil sie nicht nur wegen des verletzten Rechtsguts und der Strafdrohung schwer wiegen, sondern weil etwa sexueller Missbrauch von Kindern wegen der besonderen Schwierigkeit der Beweisbeschaffung einen besonderen Aufklärungsbedarf begründet.
Ausreichend ist ein Anfangsverdacht aufgrund konkreter Tatsachen, ein hinreichender oder dringender Tatverdacht ist nicht erforderlich. Insbesondere für Anordnung nach § 100 a StPO sind jedoch Verdachtsgründe notwendig, die über vage Anhaltspunkte und bloße Vermutungen hinausreichen. Der Verdacht muss sich auf eine hinreichende Tatsachenbasis gründen und mehr als nur unerheblich sein. Es müssen solche Umstände vorliegen, die nach der Lebenserfahrung, auch der kriminalistischen Erfahrung, in erheblichem Maße darauf hindeuten, dass jemand als Täter oder Teilnehmer eine Katalogtat begangen hat. Erforderlich ist, dass der Verdacht durch schlüssiges Tatsachenmaterial bereits ein gewisses Maß an Konkretisierung und Verdichtung erreicht hat. Den die Maßnahme anordnenden Stellen steht bei Prüfung des Tatverdachts ein gewisser Beurteilungsspielraum zu.

### Kritik
Kritiker bemängeln vor allem die Heterogenität und die kontinuierliche Ausweitung der Katalogtaten. Die ursprünglich der Schwerstkriminalität und den Staatsgefährdungsdelikten vorbehaltene Katalog wurde im Lauf der Zeit um kriminalpolitisch jeweils aktuelle Tatbestände erweitert, ohne dass eine dogmatische Kontinuität erkennbar wäre. In den 1970er Jahren kamen zunächst die Drogendelikte, unter dem Eindruck der organisierten Kriminalität die banden- und gewerbsmäßig begangenen Vermögensdelikte und nach dem Zusammenbruch Osteuropas schließlich Verstöße gegen das Ausländer- und Asylverfahrensgesetz hinzu. Dabei zogen neue Straftatbestände und Strafschärfungen im materiellen Recht in der Regel auch eine entsprechende Erweiterung des Straftatenkatalogs in der Strafprozessordnung nach sich.
Vergehen können schon nach ihrer Grundkonzeption gerade nicht der Schwerstkriminalität zugeordnet werden.
Kritiker befürchten auch, dass über zunächst einleuchtende Beispiele schwerster Kriminalität ein Katalog geschaffen wird, der den Strafverfolgungsbehörden Eingriffe in demokratische Rechte wie der Pressefreiheit oder den Privilegien von Rechtsanwälten, Geistlichen und anderen Vertrauenspersonen ermöglicht. Ist ein solcher Katalog (häufig gegen Widerstände) erst einmal etabliert, lässt er sich leicht erweitern. Beispiel hierfür ist die Diskussion über den Großen Lauschangriff oder die Abschiebung.
Andererseits ist der Sozialhilfemissbrauch in verschiedenen Varianten zur Katalogstraftat geworden, nachdem man ihn zum Problem des Asyl- und Ausländerrechts erklärt hat. Ähnlich verhält es sich mit den Anti-Terror-Gesetzen nach dem Terroranschlag am 11. September 2001.
Allgemein wird die Legitimationswirkung eines Straftatenkatalogs für besonders intensive Grundrechtseingriffe bezweifelt.

## Schweiz
Art. 269 Abs. 2 StPO erlaubt Eingriffe in das Fernmeldegeheimnis zur Verfolgung der dort aufgeführten Straftaten. Zufallsfunde zu dort nicht genannten Straftaten unterliegen nach der Rechtsprechung des Bundesgerichts einem Beweisverwertungsverbot. Nach Art. 66a Abs. 1 StGB ist eine Ausländerin oder ein Ausländer, die oder der wegen einer dort aufgeführten Katalogtat rechtskräftig verurteilt wurde, zwingend für 5 bis 15 Jahre aus der Schweiz zu verweisen.